# Isla Goat (Trinidad y Tobago)
La isla Goat (en inglés: Goat Island, que literalmente significa «isla de Cabras») es una isla en la República de Trinidad y Tobago. Se encuentra ubicada frente a la costa de Speyside, entre Tobago y Pequeña Tobago.
Es notable la antigua casa de retiro de Ian Fleming, el autor y creador de la serie James Bond.